# 20474 Reasoner
20474 Reasoner este un asteroid din centura principală de asteroizi.

## Descriere
20474 Reasoner este un asteroid din centura principală de asteroizi. A fost descoperit pe 13 iulie 1999 la Socorro, New Mexico, în cadrul proiectului LINEAR. Asteroidul prezintă o orbită caracterizată de o semiaxă mare de 2,27 ua, o excentricitate de 0,13 și o înclinație de 7,5° în raport cu ecliptica.